# Pernille Rosenkrantz-Theil

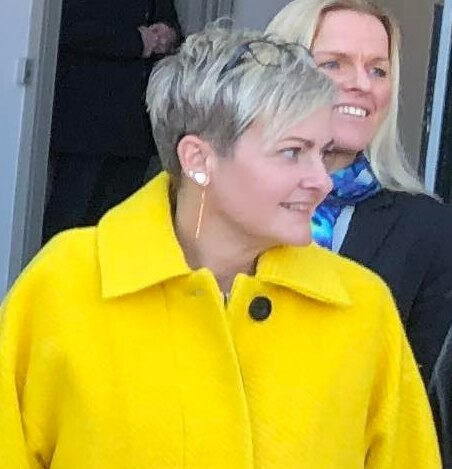
Pernille Rosenkrantz-Theil, 2022

Pernille Rosenkrantz-Theil (* 17. Januar 1977 in Skælskør) ist eine dänische Politikerin der Socialdemokraterne und früher der Enhedslisten – de rød-grønne. Von Juni 2019 bis Dezember 2022 war sie die Ministerin für Kinder und Bildung und anschließend bis August 2024 die Sozial- und Wohnungsministerin ihres Landes.

## Leben
Pernille Rosenkrantz-Theil ist die Tochter des Schuldirektors Jørgen Rosenkrantz-Theil und der Psychotherapeutin Linda Rosenkrantz-Theil. Von 1998 bis 2003 studierte sie Staatswissenschaften an der Universität Kopenhagen.
2001 zog sie für die Partei Enhedslisten erstmals in das dänische Parlament, das Folketing, ein. Bei der Parlamentswahl 2007 stellte sie sich nicht erneut zur Wahl. Im April 2008 trat sie nach Uneinigkeiten mit der Parteiführung aus ihrer Partei aus. Grund für ihren Austritt war unter anderem, dass die Partei die vorangegangene Wahlniederlage auf ihre Parteikollegin Asmaa Abdol-Hamid schob. Im Dezember 2008 wurde bekannt, dass sie nun Mitglied der Sozialdemokraten ist. In einem Interview gab sie an, dass sie nicht in allen Punkten mit ihrer neuen Partei übereinstimmt und sie versuchen wird, diese weiter links zu positionieren.
2011 zog sie als Abgeordnete ihrer neuen Partei erneut ins Folketing ein. Von 2015 bis 2019 war sie die Vorsitzende des Bildungsausschusses. Am 27. Juni 2019 wurde sie zur Ministerin für Kinder und Bildung in der Regierung Frederiksen I ernannt. Bei der Bildung der Regierung Frederiksen II erfolgte am 15. Dezember 2022 ihre Ernennung zur neuen Sozial- und Wohnungsministerin. Am 29. August 2024 schied sie aus der Regierung aus. Rosenkrantz-Theil gab daraufhin bekannt, dass sie eine Kandidatur für den Posten als Oberbürgermeisterin von Kopenhagen anstrebe.

## Kontroversen
Während ihrer Schulzeit protestierte sie 1994 gegen die Sparmaßnahmen im Bildungssektor, indem sie gemeinsam mit anderen Schülern Zwerghühner im Folketing freiließ.
Nachdem im Jahr 2003 der damalige Ministerpräsident Anders Fogh Rasmussen mit einem Farbbeutel beworfen wurde, um gegen dessen Irakpolitik zu protestieren, äußerte sich Rosenkrantz-Theil wohlwollend über diese Aktion. Sie meinte zudem, dass auch sie diejenige hätte sein können, die den Beutel warf. Auch nach ihrem Parteiwechsel 2008 nahm sie keinen Abstand von ihren Aussagen. Erst 2013 entschuldigte sie sich für ihre Unterstützung und gab an, dass es für eine Demokratie wichtig ist, dass Politiker in Sicherheit leben können.
2012 gab sie an, dass ihre ehemalige Partei Enhedslisten bald populistischer als die rechtspopulistische Dansk Folkeparti sein werde.